# Thin Solid Films
Thin Solid Films is een internationaal, aan collegiale toetsing onderworpen wetenschappelijk tijdschrift op het gebied van de natuurkunde. Het verschijnt wekelijks.
Het eerste nummer verscheen in 1967.